# Эванс, Ник (регбист)
Николас Джон Эванс (англ. Nicholas John Evans, родился 14 августа 1980 года в Окленде) — новозеландский регбист, выступавший на позициях полузащитника (флай-хава) и замыкающего (фуллбэка). С 2008 по 2017 годы был бессменным игроком основы клуба «Харлекуинс» из Английской Премьер-Лиги, выступая там до завершения своей карьеры. Эванс является абсолютным рекордсменом клуба по числу набранных очков: 2249 очков в 208 играх. Карьеру завершил в конце сезона 2016/2017, став тренером в клубе.

## Биография

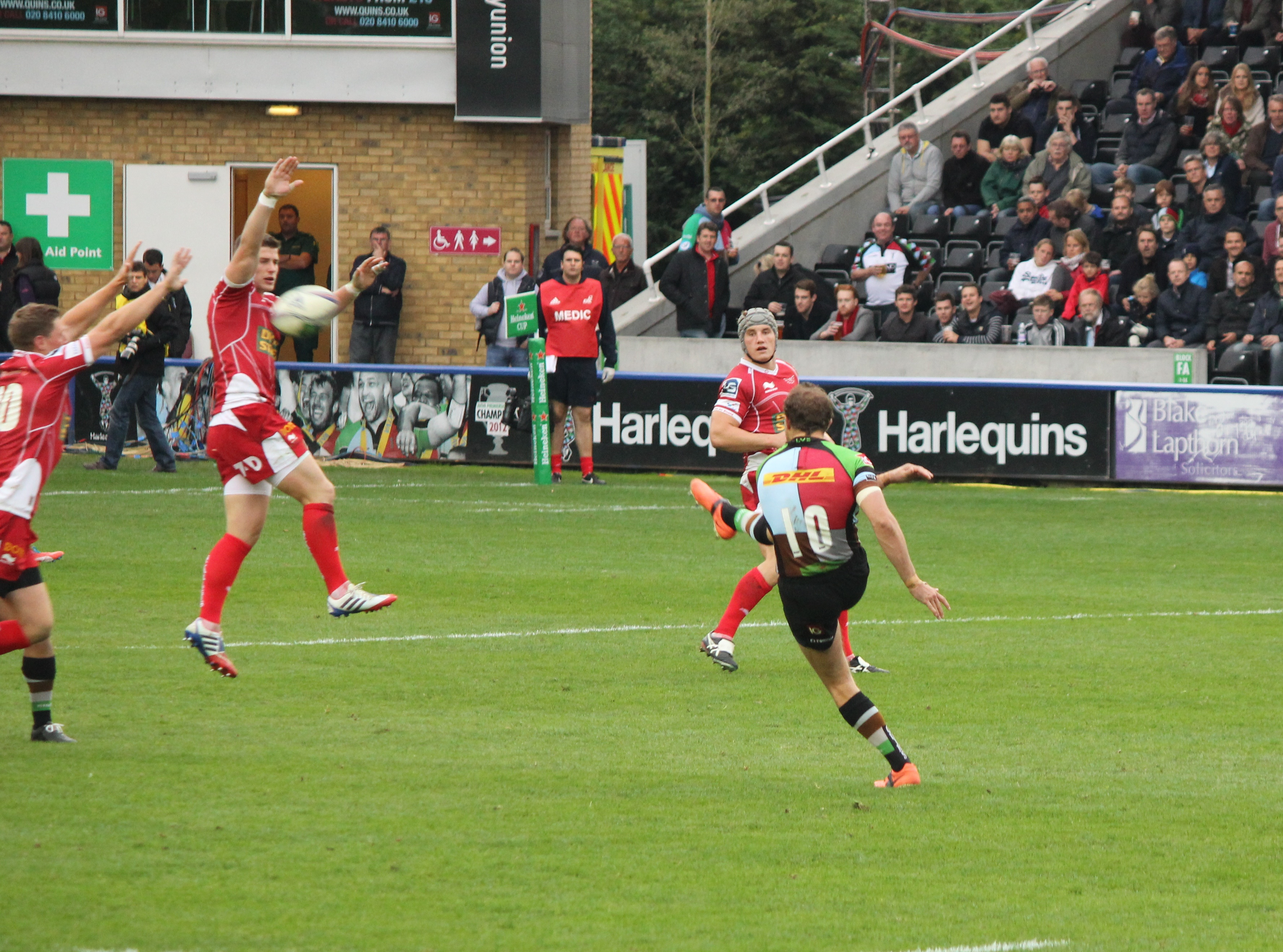
Ник Эванс забивает дроп-гол

### Ранние годы
Ник Эванс родился 14 августа 1980 года в Норт-Шоре, пригороде Окленда. Учился в Уэстлейкской школе для мальчиков, где также учился его будущий коллега по сборной Люк Макалистер, а также звезда регбилиг прошлых лет Франо Ботика; за регбийную команду школы играл на позиции первого пяти-восьмого. Также занимался австралийским футболом, выступал за регбийный клуб «Ист-Кост Бэйз» в чемпионате Норт-Харбора. Ник выступал за сборную Новой Зеландии по австралийскому футболу и даже получил предложение подписать контракт с клубом по австралийскому футболу «Сидней Суонс», несмотря на то, что со своим ростом 176 см считался крайне маленьким игроком по меркам австралийского футбола. От предложения он отказался ради регбийной карьеры.

### Супер Регби и Олл Блэкс
В чемпионате провинций Новой Зеландии (Национальный чемпионат провинций и Кубок ITM) он играл с 2001 года за команды регионов Норт-Харбор и Отаго как в турнирах по регби-15, так и по регби-7, а в Супер 14 играл за «Хайлендерс» и «Блюз», причём в 2003 году «Хайлендерс» получили право на игрока только потому, что в «Блюз» и так было слишком много звёзд. 25 мая 2007 он года объявил, что не продлит контракт с командой Отаго и либо перейдёт в сборную региона ближе к Норт-Шору, либо уедет за границу, в итоге выбрав первый вариант и став игроком «Окленда». В 2002 году играл за сборную Новой Зеландии по регби-7, выступив на восьми турнирах (в том числе в Гонконгской серии), однако не попал в заявку на Игры Содружества 2002.
Дебютную игру провёл 12 июня 2004 года против Англии в Данидине; 25 ноября 2006 года вышел против Уэльса на замену вместо Дэна Картера, первым же касанием прорвал линию обороны противника и позволил Ситивени Ситивату занести попытку прямо по центру ворот. Участвовал в чемпионате мира 2007 года, дебютировал на позиции первого пяти-восьмого в игре против Португалии (победа 108:13) и набрал 33 очка (попытка и 14 реализаций). В игре против Шотландии вышел на замену на позицию фуллбэка, а в игре против Румынии набрал 17 очков (попытка и 6 реализаций). Также играл в матче против Франции, в котором новозеландцы потерпели поражение 18:20 и вылетели с турнира. Всего он сыграл за сборную и клубы Новой Зеландии 126 игр, набрав 838 очков.

### «Харлекуинс»
В 2008 году Эванс не попал в заявку на Кубок трёх наций, а позже уехал играть за английский «Харлекуинс», лишившись права играть за сборную Новой Зеландии: по законам Регбийного союза Новой Зеландии, в сборную запрещалось призывать легионеров. Ежегодно он зарабатывал до 320 тысяч фунтов стерлингов за время выступления в клубе, при этом принося регулярный успех команде. Так, в сезоне 2008/2009 в Кубке Хейнекен именно благодаря Эвансу был разбит «Стад Франсе», а в том же сезоне чемпионата Англии удалось на Рождество свести вничью матч против «Лестер Тайгерс». В сезоне 2010/2011 Эванс отличился в еврокубках: в четвертьфинале Европейского кубка вызова стал лучшим игроком встречи против «Лондон Уоспс», а в финале забил победную реализацию в ворота «Стад Франсе». В сезоне 2011/2012 Эванс принёс команде победу в чемпионате Англии над «Лестер Тайгерс», забив шесть штрафных и одну реализацию. В апреле 2017 года объявил о завершении игровой карьеры по окончании сезона, сыграв последнюю игру против «Уоспс» 28 апреля 2017 года; после завершения сезона стал тренером нападающих в клубе.

### Стиль игры
Эванс был талантливым и опытным защитником на позиции пяти-восьмого, который, однако, не стал настолько знаменитым, как Дэн Картер, и в рейтинге лучших первых пяти-восьмых уступил Картеру первенство, при этом признавая важную роль Картера в сборной. Ник был способен играть как на позиции первого пяти-восьмого (10 матчей в сборной), так и фуллбэка (6 матчей), а благодаря опыту австралийского футбола был хорошим бьющим, обладал мощным ударом с правой ноги. Он достаточно поздно стал игроком сборной, даже не сыграв ни матча за молодёжные или юниорские команды. Как игрок в регби-7 выступал на позициях фуллбэка, винга и внешнего защитника.

## Статистика в сборной
| Противник         | И  | В  | Н | П | Поп | Р  | Ш | ДГ | О   | ПП    |
| ----------------- | -- | -- | - | - | --- | -- | - | -- | --- | ----- |
| Аргентина         | 1  | 1  | 0 | 0 | 0   | 0  | 0 | 0  | 0   | 100   |
| Австралия         | 1  | 1  | 0 | 0 | 0   | 0  | 0 | 0  | 0   | 100   |
| Англия            | 2  | 2  | 0 | 0 | 0   | 0  | 0 | 0  | 0   | 100   |
| Франция           | 4  | 3  | 0 | 1 | 1   | 2  | 1 | 0  | 12  | 75    |
| Ирландия          | 1  | 1  | 0 | 0 | 0   | 4  | 4 | 0  | 20  | 100   |
| Пасифик Айлендерс | 1  | 1  | 0 | 0 | 0   | 0  | 0 | 0  | 0   | 100   |
| Португалия        | 1  | 1  | 0 | 0 | 1   | 14 | 0 | 0  | 33  | 100   |
| Румыния           | 1  | 1  | 0 | 0 | 1   | 6  | 0 | 0  | 17  | 100   |
| Шотландия         | 2  | 2  | 0 | 0 | 1   | 2  | 1 | 0  | 12  | 100   |
| ЮАР               | 1  | 1  | 0 | 0 | 1   | 0  | 0 | 0  | 5   | 100   |
| Уэльс             | 1  | 1  | 0 | 0 | 0   | 2  | 0 | 0  | 4   | 100   |
| Итого             | 16 | 15 | 0 | 1 | 5   | 30 | 6 | 0  | 103 | 93.75 |